# Victor Commont
Victor Commont, né le 28 juin 1866 à Buire-Courcelles dans la Somme et mort le 4 avril 1918 à Abbeville, est un géologue et préhistorien français.

## Biographie
Il conduisit ses recherches en préhistoire parallèlement à ses activités d'enseignant, d'abord comme instituteur puis comme professeur de sciences naturelles et enfin comme directeur de l'École annexe à l'École normale d'Amiens.
Il commença à fréquenter les nombreuses carrières en activité de Saint-Acheul (Amiens) et Montières (Amiens), d’abord par intérêt pour la botanique puis pour la géologie et la Préhistoire. Lors de ses travaux de terrain, il entra en contact avec les terrassiers auprès desquels il acquit de nombreux vestiges lithiques remarquables.
Il contribua à l'étude des sites du Paléolithique inférieur et du Paléolithique moyen de la vallée de l'Oise et de la vallée de la Somme. En 1905, il découvrit dans les lœss anciens de la gravière Tellier à Saint-Acheul, à plus de 8 mètres de profondeur, une accumulation très importante de vestiges lithiques qui porte depuis le nom d’ « atelier Commont ».
Il s’intéressa aussi ponctuellement au Paléolithique supérieur et fouilla avec Henri Breuil le site de Montières à l’ouest d’Amiens.
Mobilisé lors de la Première Guerre mondiale, il continua ses explorations dans les tranchées où il contracta une grave maladie pulmonaire en novembre 1917. Il mourut en avril 1918, alors qu’il avait été évacué vers Abbeville après les bombardements d’Amiens. Après sa mort, son importante collection a été acquise par André Vayson de Pradenne.

## Apport à l'étude de la préhistoire

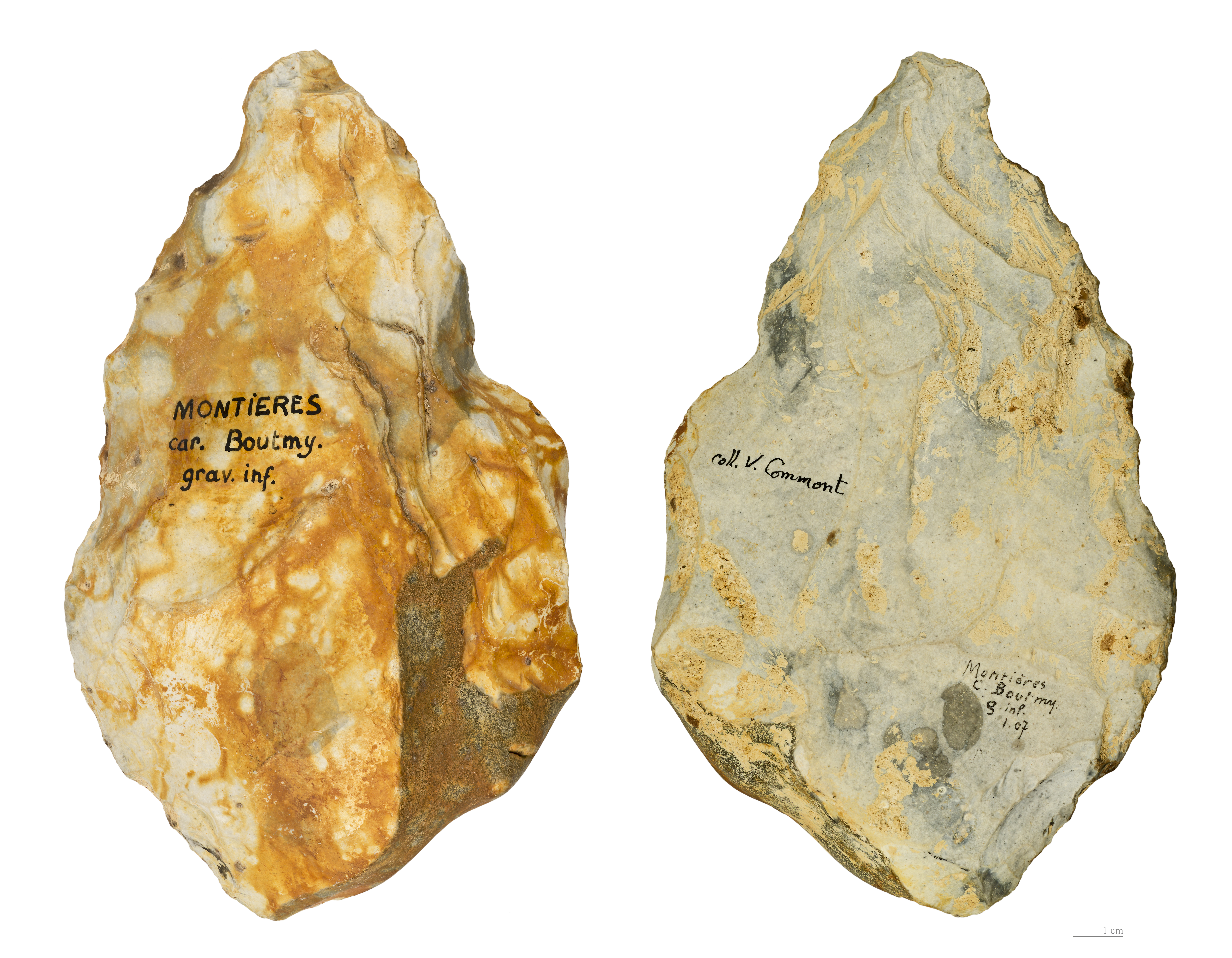
Biface de l'Acheuléen supérieur de Montières (Amiens), Muséum de Toulouse

Victor Commont a montré l’importance des études géologiques pour l’établissement des stratigraphies. Il a livré la première étude stratigraphique rigoureuse de la vallée de la Somme, mettant en évidence la relation entre l’étagement des terrasses alluviales et la chronologie. Ses études lui ont fourni des arguments pour défendre une « chronologie longue », dont il était alors l’un des rares défenseurs. 
Il fut aussi l’un des précurseurs des études technologiques minutieuses des industries lithiques et l’un des premiers à avoir compris les particularités du débitage Levallois.

## Publications
- Commont V. (1906), « Les découvertes récentes à Saint-Acheul -  L'Acheuléen », Revue de l'École d'Anthropologie, t. XVI, p. 228-241
- Commont V. (1907), L'industrie de la base de la terre à briques à Saint-Acheul, Montières, Belloy-sur-Somme, Félix Alcan (Paris), Texte en ligne disponible sur LillOnum
- Commont V. (1907), L'industrie des graviers supérieurs à Saint-Acheul, Félix Alcan (Paris), Texte en ligne disponible sur LillOnum
- Commont V. (1909), « À propos d'éolithes - silex présentant les apparences de la taille intentionnelle à la base de l'Éocène », Annales de la Société Géologique du Nord, vol. 38, p. 462-480
- Commont V. (1909), Mémoires de la Société géologique du Nord, tome 06-3, Six-Horemans (Lille), Texte en ligne disponible sur LillOnum
- Commont V. (1913), Les Hommes contemporains du renne dans la vallée de la Somme, Mémoire de la Société des Antiquaires de Picardie, n° 37, 430 p.Texte en ligne disponible sur Estudi Perpinya 1350